# Norodom Sihanouk

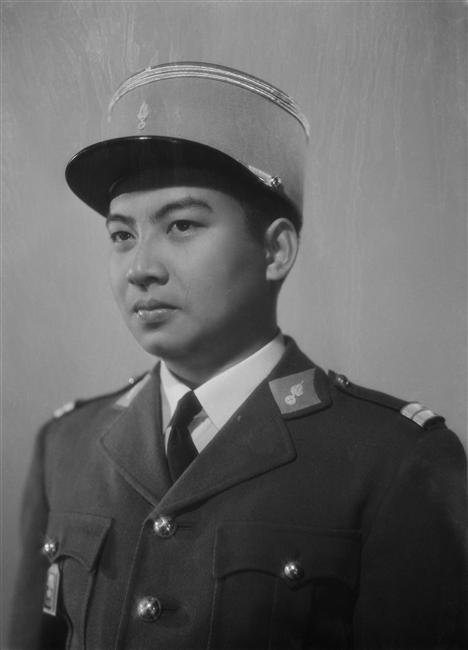
Norodom Sihanouk in 1948

Norodom Sihanouk (Khmer: នរោត្តម សីហនុ), officieel Preah Bat Samdech Preah Norodom Sihanouk Varman  (Phnom Penh, 31 oktober 1922 – Peking, 15 oktober 2012), was van september 1941 tot oktober 2004 - afwisselend en met tussenpozen - premier, koning en staatshoofd van Cambodja. Hij werd geboren in het Cambodjaanse deel van de toenmalige Unie van Indochina, uit de koninklijke familie Norodom.

## Eerste koningschap
In 1941 werd Sihanouk door de Franse koloniale overheid in Cambodja aangesteld als koning (uitsluitend van het Cambodjaanse deel de Unie van Indochina). Hij werd door de Franse Résident Supérieur beschouwd als een tegenwicht voor de ontluikende nationalistische beweging onder Son Ngoc Thanh. Deze laatste trachtte eventueel met behulp van Japan het koloniale juk af te schudden. Na de oorlog zette koning Norodom de samenwerking voort, doch toen het tij voor de Fransen in de Indochinese Oorlog begon te keren, drong hij aan op onafhankelijkheid van Cambodja. In oktober 1953 werd Cambodja een onafhankelijk koninkrijk. In 1955 trad Sihanouk als koning af ten gunste van zijn vader, Norodom Suramarit.

## Premier en staatshoofd
Prins Sihanouk was van 1955 tot 1957 met enige tussenpozen minister-president. Hij richtte de Socialistische Volksgemeenschap (SVG) op. De SVG streefde naar een eerlijkere verdeling van de welvaart en een politiek in overeenstemming met het boeddhisme en de nationale tradities. Na het overlijden van zijn vader in 1960 traden er enkele interim-leiders op als staatshoofd, totdat Sihanouk in juni 1960 zelf staatshoofd werd. Als staatshoofd voerde hij een consequente neutralistische koers. Hoewel de Verenigde Staten van Amerika aandrongen om hun zijde te kiezen, zwichtte Sihanouk niet voor de druk. Zijn neutralisme leverde hem vijanden op, met name de pro-Amerikaanse regeringen in Zuid-Vietnam en Thailand. En zijn socialistische experimenten met beperking van het privé-initiatief en de wijdverspreide corruptie leidden tot ontevredenheid bij de stedelijke bovenklasse en het leger. In maart 1970 werd Sihanouk aan de kant geschoven na een staatsgreep en vervangen door de pro-Amerikaanse generaal en premier Lon Nol. Spoedig werd deze laatste president van Cambodja.

## Ballingschap
Sihanouk verbleef sindsdien in ballingschap in China waar hij de steun genoot van de Chinese voorzitter Mao Zedong. In Peking sloot hij een verbond met de communistische Rode Khmer (uit noodzaak, niet uit overtuiging) en met enkele nationalistische bewegingen. Nadat de Rode Khmer in april 1975 de pro-Amerikaanse regering uit Phnom Penh verdreef, werd Sihanouk opnieuw staatshoofd, maar reeds een jaar later door de Rode Khmer afgezet (11 april 1976). Hoewel nu een ambteloos burger, bleef hij in Cambodja en ontvluchtte hij het land na de Vietnamese inval die het barbaarse regime van de Rode Khmer verdreef. Opnieuw verbleef hij als balling in China. In 1981 richtte hij de verzetsbeweging FUNCINPEC op en in 1982 verbond hij zich opnieuw met de Rode Khmer - ondanks haar terreurdaden - en de nationalistische KPNLF van Son Sann.

## Opnieuw koning
Vanaf december 1987 voerde Sihanouk besprekingen met de communistische regering in Phnom Penh over het herstel van de democratie en een overgangsregering. Na vier jaar onderhandelen bereikten de vier strijdende partijen in 1989 een akkoord. Op 14 november 1991 werd Sihanouk president van de Staat Cambodja, met Hun Sen als minister-president. Bij de democratische verkiezingen van september 1993 behaalde niet Hun Sen, maar prins Norodom Ranariddh, de zoon van Sihanouk, de meeste stemmen. Hun Sen weigerde echter af te treden, maar de internationale gemeenschap accepteerde uiteindelijk een copremierschap van prins Ranariddh en Hun Sen. Op 24 september 1993 werd het Cambodjaanse koninkrijk hersteld, met Norodom Sihanouk als koning. De relatie tussen de premiers Ranariddh en Hun Sen was bijzonder slecht en in 1997 trad Ranariddh als premier terug. In 1998 werd Hun Sen de enige premier van het land.

## Aftreden
Op 7 oktober 2004 trad hij af. Het hoofd van de Senaat Chea Sim stelde hij aan als tijdelijk opvolger. Zijn zoon prins Norodom Sihamoni werd aangewezen als zijn opvolger na zijn dood, door zowel prins Ranariddh als Hun Sen.
Hiermee werd gehandeld volgens de Cambodjaanse grondwet, die geen automatische erfopvolging kent. De Koninklijke Raad van de Troon kiest normaal gesproken een nieuwe koning binnen zeven dagen na de dood van de koning. Dit is de eerste keer dat dit gebeurde voor de dood van een koning.
Koning Sihanouk stond in hoog aanzien bij de meeste Cambodjanen.
Hij overleed in 2012 en werd op 4 februari 2013 gecremeerd.

## De componist
Sihanouk was ook als componist werkzaam. Naast een aantal populaire liederen schreef hij ook werken voor harmonieorkest.

## Kinderen
- Norodom Chakrapong
- Norodom Sihamoni